# Антихрист (књига)
Антихрист, Проклето хришћанство, је књига коју је написао немачки филозоф  Фридрих Ниче објављена 1895. године.
Наслов може бити преведен као « Антихрист » или « Антихришћанин » ; судећи по садржају књиге вероватно је да аутор подразумева обоје. Према књизи Ено човека (Ecce homo), може се претпоставити како је Антихрист Дионис, бог који симболизује према Ничеу антитезу хришћанске интерпретације постојања.

## Анализа дела
Тема дела је будућност човека, и та будућност је анализирана у светлу историје западних вредности које су се изузетно прошириле у свету. Према Ничеу, те вредности онемогућују напредак човечанства јер су засноване на мржњи и фанатизму хришћанског морала ; основна вредност овог система је осећај кривице и самосажаљење који процењује живот са песимистичког становишта (« Због чега све то ? » « Чему патња ? » « Постоји један бољи живот који оправдава садашњи ». ). Ниче, дакле, поставља питање да би сазнао да ли постоји одговор на ту омаловажавајућу интерпретацију патње егзистенције. Концепти којима Ниче одговара на ова питања (Снага воље, Натчовек) нису јасно исказани у тексту, и Ниче се концентрише искључиво на критику хришћанског кривотворења вредности.

## Самосажаљење, негирање живота
Ниче анализира место Хришћанства у историји стварања западних вредности. Он супротставља кривотворење Христове поруке коју су учинили свештеници, систему аристократских касти. Његова теза је да, упркос насиљу и варваризму ових удружења, она су та која омогућавају вредновање културе, тако што старе хијерархије преузимају духовну форму. Хришћанство, напротив, говорећи о апсолутној једнакости међу људима, забрањује сваку жељу за издвајањем, понижава људско биће и онемогућује процес величања нагона који су осуђени моралом: на тај начин покушава да одржи човека у варварству. Уместо подстицања људске активности, и осећаја моћи који би се задовољио у уметности и мисли, хришћанство и савремени морал (који отелотворује Шопенхауер), заснивајући се на самосажаљењу, истиче осећање које одржава људску беду и чини човеково постојање беднијим него што би могло бити. Због тога Ниче жестоко осуђује самосажаљење слабих и вредности засноване на њему, зато што сматра да је самосажаљење инструмент борбе против потврђивања живота, земаљске среће, и радости да се буде оно што јесте : због тога је оно негирање живота.

## Тип Исуса, и његово искоришћавање
Најдужи део књиге је посвећен опису типа Христа, односно пореклу нагона који би дозволили да се разуме постанак вредности које је проповедао. Ниче много критикује организоване институције хришћанства, нарочито свештенике. Јеванђелизам овог Христа је вођен Добром Вешћу према којој је Божије краљевство такође и наше. «Које су добре вести? Стварни живот, вечни живот је пронађен – он није обећан, он је ту, он је у вама: то је живот проживљен у љубави...» (§29) «Грех, и свака врста удаљавања Бога и човека, су поништени – Тачно то је добра вест » (§33) « Добре вести су да је прецизирана чињеница да нема више супротности... » (§ 32)
Ниче се не супротставља Исусу, о коме говори да је « једини истински хришћанин ». За Ничеа, хришћанска институција је уједно и иронична и лицемерна. Међутим, нису Јевреји, него хришћани ти који су убили Исуса и његову идеју. У том смислу, напад Ничеа је уједно напад против хришћана антисемита његовог времена (његова сестра Елизабет Ниче, Рихард Вагнер). « И време би одбројавано од првог дана катастрофе, од првог дана хришћанства! Зашто не од његовог последњег дана – од данас? - Поновно процењивање свих његових вредности! » 
Помињање Антихриста не односи се директно на библијског Антихриста него је пре напад против « робовског морала» и апатије западног хришћанства. Главна Ничеова теза је да је хришћанство какво га је он видео на западу отров за западну културу и једно застрањивање порука и дела Исуса (кога описује као мистичног идиота али искреног, супротно од свештеника који су оживели његову фигуру). То застрањивање је нарочито служило за уништење римске империје изнутра, и тако одређује највећи део западне историје који се тако заснивају на вредностима насталим из осећаја кривице.
У светлу те тезе, наслов изражава на првом месту непријатељство Ничеа према хришћанству таквом какво је. У књизи, Ниче је веома критичан према институционализованој религији и класи свештеника. Највећи део књиге је тако систематски и логички напад на интерпретације Христових речи од стране светог Павла и оних који су га следили.
Ипак треба приметити како Ниче, иако поштује методе и дела Исуса, представља антитезу његових учења која се тичу пасивности. Али Исус, за Ничеа, својом пасивношћу, својим моралном «идиотизмом» је био човек ослобођен од осећања кривице. Због тога, у извесној мери, наслов «Антихрист» се односи исто тако на филозофску везу између Исуса и Диониса: ако је Дионис пасиван и одобрава цепање реалности, Христ је само пасиван, али изузет од сваке мржње овога света.

## Проблем будућности човека
На дуге стазе, развој « касте » људи који живе из душе дозвољава да се размотри долазак једног новог типа човека ослобођеног од осећаја кривице и од нихилизма, који би био једна врста Натчовека:
« Не постављам овде такав проблем: Ко може заменити човечанство на лествици бића? Човек је завршетак. Али: Који тип човека треба подизати желети, који тип ће имати највећу вредност, бити достојан живота, имати најизвеснију будућност? »
На тај начин велико Ничеово питање које иде даље од полемике против хришћанства, је то да се осигура будућност у којој би човек био ослобођен религиозних конфликата и нихилистичких морала, што исто тако значи перспектива будућности где би човечанство одбацило фанатизам и где би могло да се посвети креирању себе, сазнању и уметности, у једном, на тај начин, скоро утопијском животу.